# Geleira Tomilin

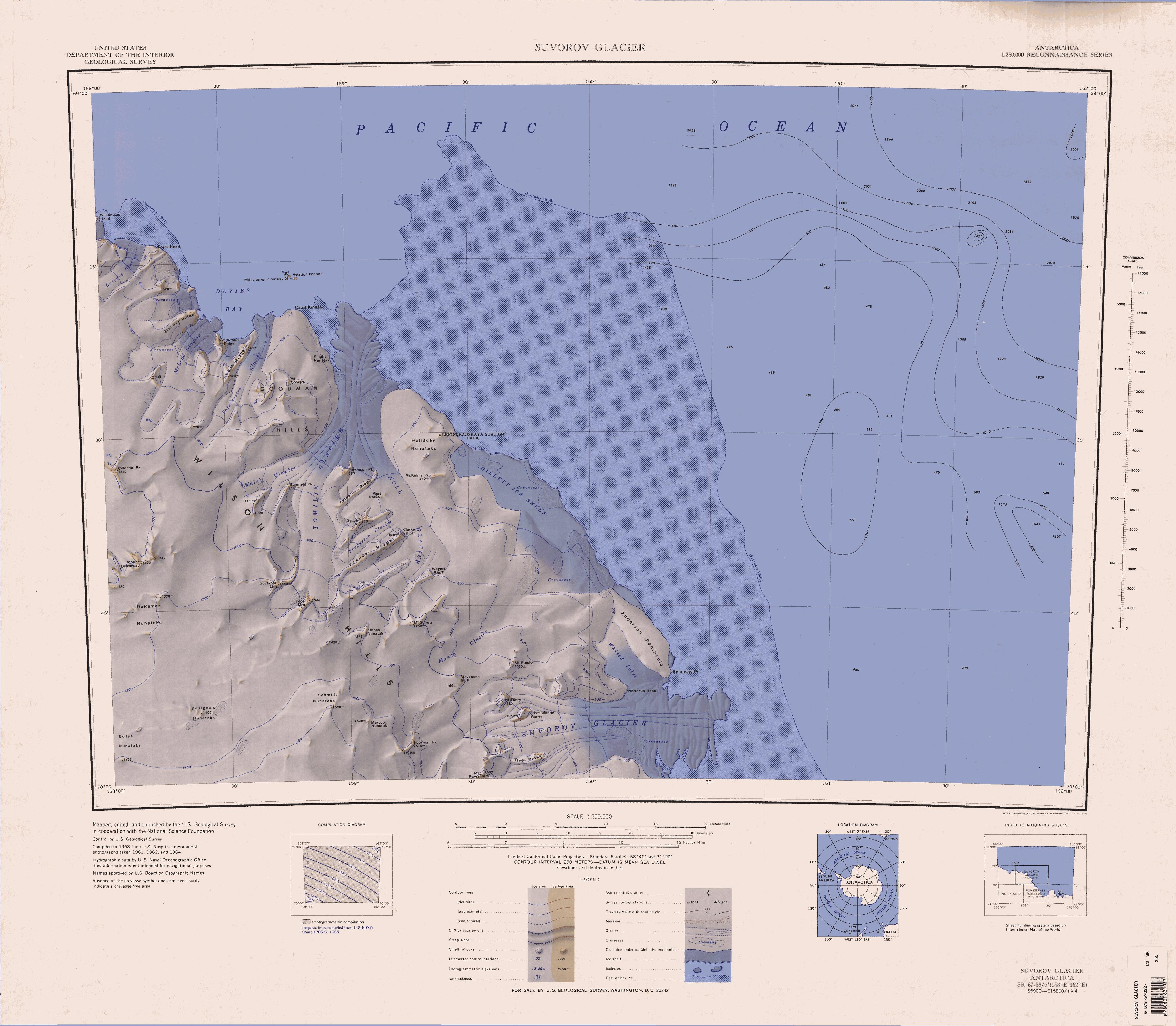
Mapa de reconhecimento topográfico em escala 1:250.000 da área da Geleira Suvorov de 158°-162°E a 69°-70°S na Antártica. Mapeado, editado e publicado pelo U.S. Geological Survey em cooperação com a National Science Foundation.

A Geleira Tomilin (69° 30′ S, 159° 00′ L) é uma geleira com cerca de 15 milhas náuticas (28 km) de comprimento, drenando do norte da Montanha Pope nas Colinas de Wilson centrais. Entra pelo mar a leste das Colinas de Goodman e o Cabo Kinsey, formando uma língua de geleira substancial. A geleira foi fotografada de uma aeronave da Operação Highjump da Marinha dos Estados Unidos em 1947 e pela Expedição Antártica Soviética em 1958. Recebeu o nome do último aviador polar soviético Mikhail N. Tomilin (1908–52), que pereceu no Ártico.
 Este artigo incorpora material em domínio público  de United States Geological Survey  , documento "Geleira Tomilin" (conteúdo do Geographic Names Information System).